# Evangélikus Lap
Evangélikus Lap egyháztársadalmi hetilap 1911-1938 között Magyarországon, majd 1922-től Csehszlovákiában.
1911 elején Budapesten indult meg a Raffay Sándor és Sztehlo Kornél szerkesztésében. A lap szerkesztéséhez csatlakoztak Masznyik Endre, Hornyánszky Aladár, Kovács Sándor, Szelényi Ödön, Szüts Gábor, Szimonidesz Lajos, Fizély Ödön, Endreffy János és mások. 1919-ben a lap egy kis időre megszűnt, majd 1922-ben indította meg ismét Szlovenszkó területén Fizély Ödön, mint az a csehszlovákiai magyar evangélikusok kéthetenként megjelenő közlönyét. 1937 után Fábry Viktor iglói lelkész lett a felelős-, Kowarik Sándor szepesolaszi lelkész pedig a főszerkesztője az 1938 végén való megszűnéséig. A lap Léván, Somorján, majd Rozsnyón jelent meg. Egy ideig mellékletei voltak a Népünknek, ill. az Orgonaszó című kiadványok.

## Külső hivatkozások
- Debreceni Református Kollégium Nagykönyvtára Archiválva 2015. július 7-i dátummal a Wayback Machine-ben
- A (cseh)szlovákiai magyarok lexikona Csehszlovákia megalakulásától napjainkig